# Рар, Владимир Фёдорович
Владимир (Эрвин) Фёдорович Рар (нем. Erwin Rahr; 23 января (4 февраля) 1880, Аренсбург, Лифляндская губерния — 16 апреля 1919, Елгава, Латвия) — полковник русской армии, участник Русско-японской войны и Белого движения. Двоюродный дядя деятелей эмиграции Л. А. Рара и Г. А. Рара.

## Происхождение
Родился в Аренсбурге на острове Эзель в лютеранской немецко-балтийской семье скандинавского происхождения, относящейся к купеческому сословию. Сын Теодора Рара (14.10.1844—1917) и его жены Луизы Каролины Юлии (28.9.1847—22.4.1909). Был пятым из десяти детей (всего в семье было 6 сыновей и 4 дочери). При лютеранском крещении, состоявшемся в местном приходе 8 марта того же года, получил имя Эрвин (позже, во время Первой мировой войны, он перешёл в православие, приняв имя Владимир).

## Военная служба
Э. Ф. Рар окончил гимназию в Аренсбурге в 1899 году, затем Алексеевское военное училище в Москве. 13 августа 1901 вышел подпоручиком в 114-й пехотный Новоторжский полк, расположенный в Митаве.
В начале Русско-японской войны в 1904 году он добровольно перевёлся в Великолуцкий 12-й пехотный полк, в рядах которого участвовал в боях в Маньчжурии. В сражении под Мукденом был ранен, но скоро опять вернулся в строй. Был награждён рядом боевых орденов.
После войны, в 1905 году, он стал воспитателем в 1-м Московском Императрицы Екатерины II кадетском корпусе. Преподавал в нём и в Алексеевском военном училище также и немецкий язык.
К началу Первой мировой войны был в чине полковника. Перейдя в православие, чтобы быть одной веры со своими солдатами, приняв имя Владимир, он в 1915 году вернулся в строй на должность командира батальона 4-го гренадерского Несвижского полка. Был тяжело ранен при атаке германских позиций под Барановичами в мае 1916 года.
Находясь на излечении в Москве, В. Ф. Рар был назначен временным заместителем директора 1-го Московского кадетского корпуса генерала Римского-Корсакова. После октябрьского переворота в 1917 году В. Ф. Рар во время боёв за Москву организовал оборону корпуса, обороняв казармы в Лефортово силами кадетов старших классов несколько дней против большевиков. Находясь под артиллерийским обстрелом и не получив никаких указаний от командующего округом полковника Рябцева, полковник В. Ф. Рар распустил кадет по домам в гражданской одежде, а сам присоединился к юнкерам, защищающим Кремль. Накануне сдачи Кремля скрылся, сбрил бороду и вместе с семьей в 1918 году сумел с эшелоном немцев-балтийцев и латышей перебраться в находящуюся тогда под германской оккупацией Ригу. В январе 1919 года, накануне захвата Риги Красной армией, отправил семью в Германию, а сам принял командование 3-й ротой вновь созданного Балтийского Ландесвера.
После отступления из Риги перешёл в Либаве в русский добровольческий отряд светлейшего князя А. П. Ливена, заместителем которого он был назначен. 18 марта 1919 года русский Либавский добровольческий отряд совместно с Балтийским Ландесвером взял Митаву. Проводя инспекцию городской тюрьмы, В. Ф. Рар заразился сыпным тифом и скончался 16 апреля 1919 года. Он был похоронен с воинскими почестями на русском городском кладбище Митавы. Могила Рара у православного Успенского храма сохранилась.

## Семья
В 1905 году женился на Юлии Хом (1877—1957), которая родила ему трёх детей — Карин (1906—1993), Владимира (1908—?) и Льва (1910—1935).
Родной брат В. Ф. Рара, Оскар Рар (11.12.1876—16.2.1919), служащий германского консульства в Курессааре, был убит в поселке Куйвасту на острове Муху в ходе Сааремааского восстания. Другой его брат, Эрих Рар (1875—1934), работал детским врачом в Москве.
Двоюродный брат В. Ф. Рара, поручик Александр Александрович Рар (1885—1952), как офицер, был интернирован большевиками в первом московском концлагере в Андрониковом монастыре. Выйдя на свободу, он принадлежал к группе офицеров, державших связь с Белой армией и готовых поддержать её в случае её приближения к Москве в 1919 году. А. А. Рар эмигрировал в 1924 году. Его сыновья Лев и Глеб стали видными деятелями русской эмиграции в Германии.